# 森樊須
森 樊須（もり はんす、1928年8月28日 - 2007年9月21日）は、日本の動物学者。北海道大学名誉教授。

## 経歴
1928年、東京市生まれ。1952年に北海道大学農学部農業生物学科卒業後、同大学農学部助手・助教授、カナダ国立研究所研究員（1963年）、カリフォルニア大学客員研究員（1964年）を経て、1971年教授に就任。1986年に農学部附属博物館館長、1989年から1991年まで北海道大学評議員を務めた。1992年に定年退職し、名誉教授の称号を授与された。
2007年9月21日午前3時40分、脳梗塞のため札幌市厚別区の病院で死去、79歳。
文豪森鷗外の長男森於菟の四男である。
ダニ学が専門。ハダニ類の生態やその防除、野兎の防除について研究し、野兎嫌忌剤の開発やチリカブリダニによるハダニ類の防除に成功。これらの研究により1984年に日本応用動物昆虫学会賞を受賞した。
1961年、農学博士（農学部）取得。論文の題は「果樹園におけるハダニ類の実験生態学的研究 : 特にハダニ類の感覚行動について」。

## 著書
- 森 樊須 (2001), ダニによるダニ退治 : カナダからアメリカへ, 文芸社, ISBN 4835516028

## 論文
- 国立情報学研究所収録論文 国立情報学研究所
- 犬飼哲夫; 芳賀良一; 森樊須 (1953), “北海道新十津川に於ける水田のドブネズミによる被害-予報-”, 北海道大学農学部邦文紀要	03675726	北海道大學農學部 1 (3):  301-304
- 森樊須 (2000), “ダニ雑感 : 私のダニ学研究”, 日本ダニ学会誌 (日本ダニ学会) 9 (1):  75-76, ISSN 09181067
- 犬飼哲夫; 森樊須 (1953), “63. 北海道の造林地に於ける野兎の防除の研究(昭和28年日本農學會大會分科會)”, 應用動物學會・日本應用昆蟲學會合同大會講演要旨 : 日本農學會大會分科會 (日本応用動物昆虫学会):  13

## 賞詞
- 日本応用動物昆虫学会賞(1984年)